# Maia Lee
Maia Lee (en chino: 李芝瑛, pinyin: Li Zhiying; nacida el 31 de enero de 1983) es una cantante y actriz de televisión de Singapur.

## Carrera
Lee forma parte de un trío musical de tecno llamado The Usual Suspects, en la que han ocupado tres veces los primeros lugares de las listas musicales de la radio estación WKRZ 91.3 FM: con temas musicales como "China Girl", "The Love You Promised" y "Sunburn". La canción "The Love You Promised", también ha sido lanzado en Japón y Europa, llegando tan lejos como Escandinava. Un grupo musical de danza alemana, llamada Cascada, reeditó esta canción y grabó un remix en diciembre del 2004.
Lee fue finalista en un concurso de canto a nivel nacional de Singapore Idol.
En mayo del 2005, Lee fue invitada por el famoso entrevistador y escritor de The New Paper.

## Discografía

### Álbumes
- 20 de agosto de 2005: "Emotionally Advised" - Maia Lee (debut solo album)
- June 2004: "Oriental Love" - "The Usual Suspects"

### Compilaciones
(with "The Usual Suspects")
- December 2004: "Techno Party 2005 Countdown" The Love You Promised (Take On Maia remix/Cascada remix edit)
- March 2005: "From Euro With Love..." The Love You Promised (candlelight remix)
- March 2005: "The Downtempo Room" With You (candlelight remix)
- 29 de junio de 2005: "Quake Trance Bestシリーズ第8弾" The Love You Promised (Cascada Remix)
- 12 de agosto de 2005: "Nonstop Mega Trance 1 / 电音王朝01" (The Love You Promised / 你承诺的爱, The Dj /滴接)

### Singles
- December 2004: "Sunburn" - The Usual Suspects ft. Maia
- January 2005: "The DJ" - The Usual Suspects ft. Maia
- June 2005: "Moving Along" - The Usual Suspects ft. Maia
- November 2005: "Love Bites" - TV Drama "Tiramisu" Theme song
- October 2006: - "Children - Sunshine Of Our Lives" - "Walking On Sunshine"
- 2008: "With You" - The New Romantics ft. Maia
- 2008: "How Do I Say It?" - The New Romantics ft. Maia